# Echobrücke
Als Echobrücke wird der imposante Bogen der südlichen Eisenbahnbrücke im Braunschweiger Kennelgebiet bezeichnet. Sie verdankt ihren Namen einem klaren und deutlich verzögerten Echo, das der rufenden Person durch die glatten Betonbögen und die darunter liegende Wasserfläche zurückgeworfen wird. Die Brücke wurde mit dem Neubau des Braunschweiger Rangierbahnhofs 1960 eingeweiht. Seit Auflösung dieses Bahnhofs im 21. Jahrhundert wurden die Gleise zurückgebaut und es wird eine neue Nutzung als Fahrradquerung angestrebt.

## Geschichte

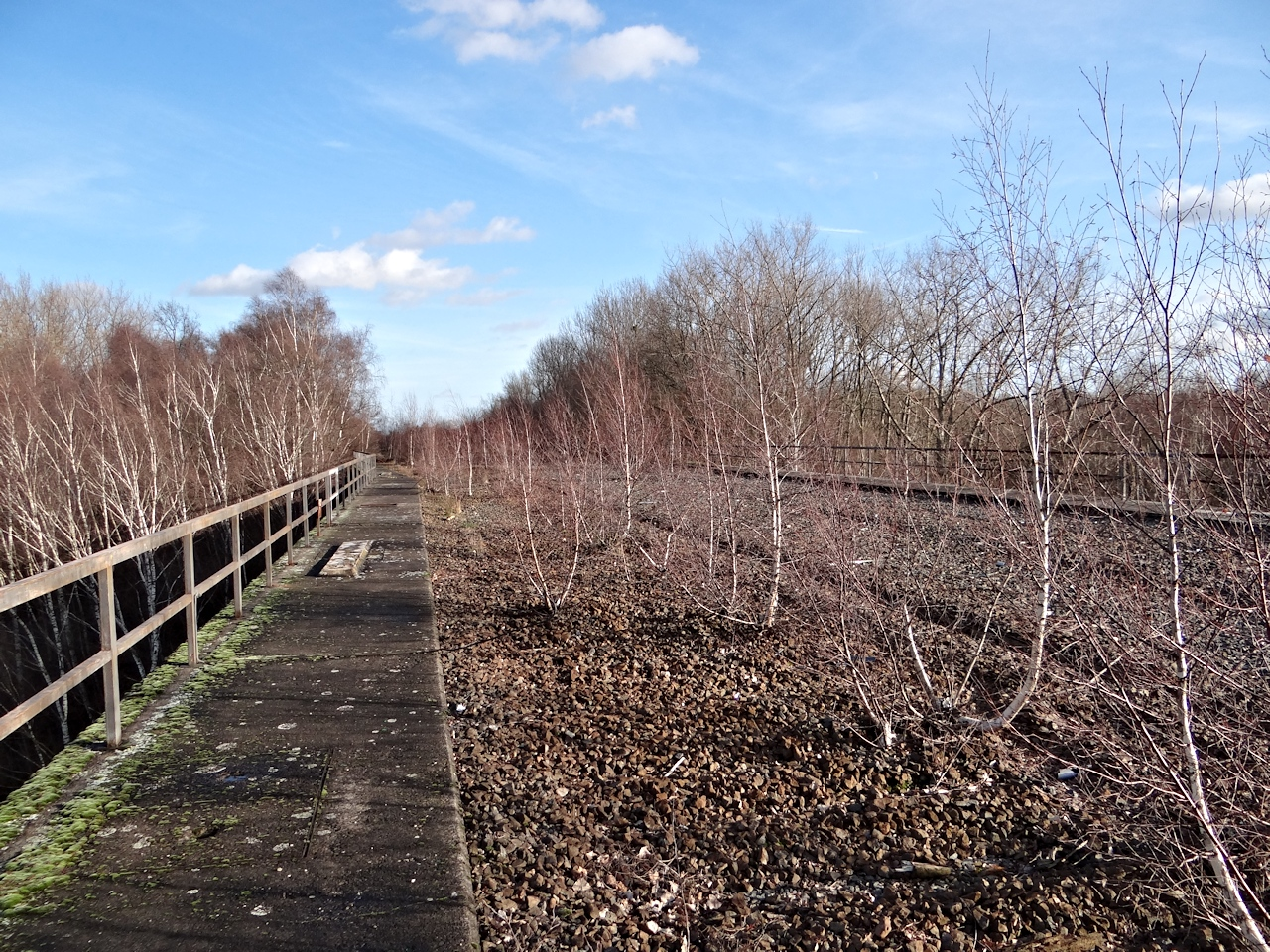
Echobrücke oben, sämtliche Gleise sind zurückgebaut und Birken besiedeln den Schotter (2014).

Die Brücke entstand für den Neubau des Braunschweiger Rangierbahnhofs. Bereits 1928 wurden eine Eisenbahntrasse und eine weitere Brücke bei Eisenbüttel parallel zur Magdeburger Strecke für den damaligen Ostbahnhof gebaut. 1938 wurden der Neubau des Braunschweiger Hauptbahnhofs und die gesamte Neustrukturierung des die Stadt umgebenden Eisenbahnwesens beschlossen. Die dafür notwendigen Bauarbeiten begannen während des Krieges und wurden 1960 abgeschlossen.
Der völlig neu angelegte Rangierbahnhof erforderte einen dreigleisigen Einfahrbereich, der südlich von der bestehenden Bahnlinie mit wenig Abstand und auf deutlich höherem Niveau verlief. Es wurde ein über 18 Meter hoher Bahndamm überwiegend aus Trümmerresten der Braunschweiger Innenstadt aufgeschüttet und die weithin sichtbare Brücke mit 41 Metern Spannweite über die Oker errichtet. Die Bauarbeiten begannen 1943 am Widerlager mit über acht Meter tiefen Fundamenten. Diese Arbeiten dauerten kriegsbedingt bis 1945. Nach Wiederaufnahme der Bautätigkeit wurden die Dreigelenk-Bögen am 5. Oktober 1956 freigestellt. Die Oker, die sich bis in die 1950er Jahre noch in einem Bogen unterhalb Neu-Richmonds wand, wurde zur neuen Brücke hin begradigt und eine bis dahin bestehende Brücke, die den Kennelweg bis zur Wolfenbüttler Straße verband, abgerissen.
Eine weitere Brücke im Verlauf des Rangierbahnhofs wurde über die Wolfenbütteler Straße gebaut.

## Heutiger Zustand

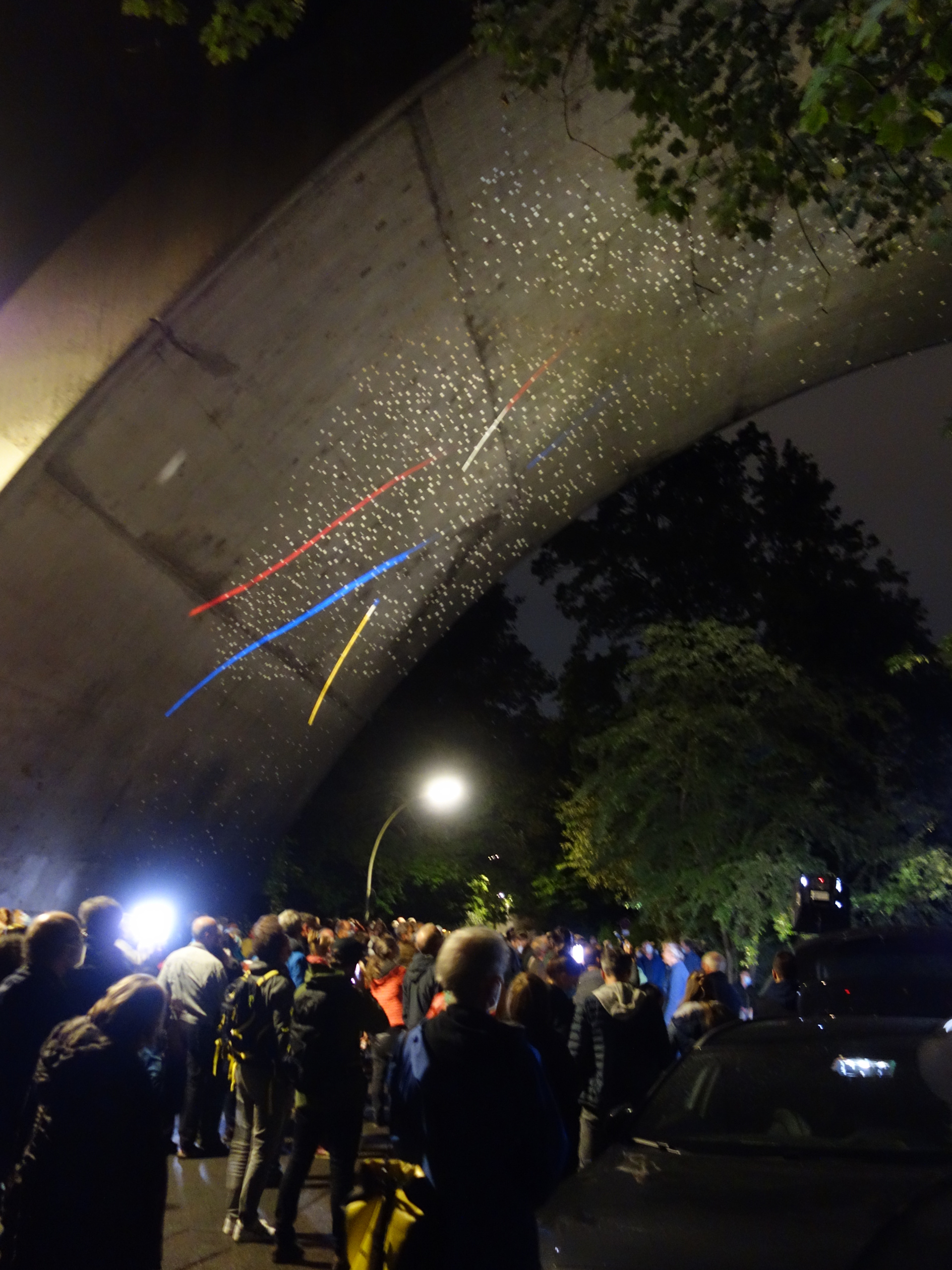
Illumination der Echobrücke, eine Aktion des Braunschweiger Forums am 18. September 2021 als optisch-akustische Performance von Andreas Lichtblau (Illumination) und dem Musiker Andy Mokrus (Saxophon, Keyboard).

Die Brücke wird nicht mehr für den Eisenbahnverkehr genutzt, weil der gesamte frühere Einfahrtbereich für den Rangierbahnhof aufgelöst wurde. Sämtliche Gleise wurden bereits entfernt. Die auf der ehemaligen Strecke weiter westlich gelegene Brücken über die A 391 sind zurückgebaut worden. An Stelle einer abgerissenen Brücke wurde über die Autobahn eine neue für den Ringgleis-Radweg errichtet, der seit Februar 2018 auf dem Bahndamm bis vor die Echobrücke führt. Eine östliche Weiterführung des Ringgleises über die Echobrücke hinweg ist geplant.
Im September 2021 veranstaltete das Braunschweiger Forum in den Abendstunden eine optisch-akustische Performance, um auf die Bedeutung der Brücke für den Weiterbau des Ringgleises hinzuweisen.